# كارلوس خاراميو
كارلوس خاراميو (بالإسبانية: Carlos Mario Jaramillo) ولد بتاريخ 16 يناير 1961 في إدارة أنتيوكيا، كولومبيا، هو دراج كولومبي سابق. سبق أن شارك في دورة الألعاب الأولمبية الصيفية.

## روابط خارجية
- كارلوس خاراميو على موقع أرشيف الدراجات (الإنجليزية)
- كارلوس خاراميو على موقع إحصائيات الدراجات الإحترافية (الإنجليزية)
- كارلوس خاراميو على موقع CycleBase (الإنجليزية)
- كارلوس خاراميو على موقع أوليمبيديا (الإنجليزية)